# Municipio de Arena
El municipio de Arena (en inglés, Arena Township) es una subdivisión administrativa del condado de Lac qui Parle, Minnesota, Estados Unidos. Según el censo de 2020, tiene una población de 125 habitantes.
Abarca una zona rural.

## Geografía
Está ubicado en las coordenadas 45°1′9″N 96°17′33″O / 45.01917, -96.29250. Según la Oficina del Censo de los Estados Unidos, tiene una superficie total de 96,0 km², de la cual 95,0 km² corresponden a tierra firme y 1,0 km² es agua.

## Demografía
Según el censo de 2020, hay 125 personas residiendo en la región. La densidad de población es de 1,3 hab./km². El 99,2 % de los habitantes son blancos y el 0,8 % es asiático. No hay hispanos o latinos viviendo en la zona.

## Gobierno
El municipio está gobernado por una junta de cinco miembros: tres supervisores, un secretario (clerk) y un tesorero, todos ellos electos. Los cargos se renuevan parcialmente cada dos años, junto con las elecciones nacionales y las elecciones de gobernadores.